# Archembia bahia
Archembia bahia är en insektsart som beskrevs av Ross 2001. Archembia bahia ingår i släktet Archembia och familjen Archembiidae. Inga underarter finns listade i Catalogue of Life.